# Ivanhoe (film, 1986)
Az Ivanhoe (eredeti cím: Ivanhoe) 1986-ban bemutatott ausztrál televíziós rajzfilm, amely Sir Walter Scott azonos című regénye alapján készült.

## Szereplők
| Szereplő                    | Eredeti hang      | Magyar hang                     | Magyar hang                              |
| Szereplő                    | Eredeti hang      | 1. magyar szinkron (MTV1, 1990) | 2. magyar szinkron (Helikon Video, 1992) |
| --------------------------- | ----------------- | ------------------------------- | ---------------------------------------- |
| Ivanhoe                     | Lewis Fitz-Gerald | Felföldi László                 | Szabó Sipos Barnabás                     |
| Sir Cedric                  | Nick Tate         | Makay Sándor                    | Szabó Ottó                               |
| Robin Hood                  | Robert Coleby     | Balázsi Gyula                   | Juhász Jácint                            |
| Richárd király              | N/A               | Láng József                     | Tolnai Miklós                            |
| Rowena                      | N/A               | Kiss Erika                      | Andresz Kati                             |
| Sir Brian de Bois-Guilbert  | N/A               | Helyey László                   | Helyey László                            |
| Sir Reginald Front de Boeuf | N/A               | Szabó Ottó                      | Láng József                              |
| Gurth                       | N/A               | Bor Zoltán                      | Bor Zoltán                               |
| Isaac of York               | N/A               | Dobránszky Zoltán               | Beregi Péter                             |
| Ulrika                      | N/A               | Földessy Margit                 | Némedi Mari                              |
| John herceg                 | N/A               | Fülöp Zsigmond                  | Forgács Gábor                            |
| Little John                 | N/A               | Kristóf Tibor                   | Szélyes Imre                             |
| Rebecca                     | N/A               | Radó Denise                     | Tihanyi Szilvia                          |
| Herald                      | N/A               | Usztics Mátyás                  | N/A                                      |